# Philippe de Beaumanoir (Jurist)

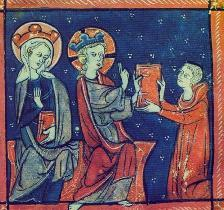
Philippe de Beaumanoir übergibt sein Werk symbolisch an Christus und die heilige Jungfrau (Miniatur aus dem 14. Jahrhundert)

Philippe de Beaumanoir, auch Philippe de Rémi (* zwischen 1247 und 1250; † 7. Juni 1296 auf Burg Moncel), war ein königlicher Amtsträger im mittelalterlichen Frankreich und Legist.
Er war ein jüngerer Sohn des Dichters Philippe de Rémi, der bereits als königlicher Bailli im Gâtinais amtiert hatte. Von seinem Vater erhielt Beaumanoir nur ein kleines Erbe, weshalb er ein Studium des Rechts an der Universität von Orléans aufnahm, um sich für eine Laufbahn in der königlichen Verwaltung zu qualifizieren.
Von 1279 bis 1283 amtierte Beaumanoir als Bailli in Clermont-en-Beauvaisis, von 1284 bis 1287 als Seneschall des Poitou und bis 1288 in der Saintonge. Nach einer diplomatischen Mission in Rom 1289 wurde er zum Bailli des Vermandois und 1291 der Touraine ernannt. Von 1292 bis zu seinem Tod hatte er die Balliage von Senlis inne.
Er starb in seiner von ihm gebauten Burg Moncel und wurde in einer Kirche in Compiègne bestattet. Moncel (bei Pontpoint, heute im Département Oise gelegen) ging nach seinem Tod in den Besitz der Krone über, wo König Philipp der Schöne eine Abtei der Klarissen einrichtete.

## Werk
Um 1280 begann Beaumanoir mit der schriftlichen Fixierung der Gewohnheitsrechte seines Amtsbereichs im Beauvaisis. In dem 1283 vollendeten Werk mit dem Titel Coutumes du Beauvaisis („Gewohnheiten des Beauvaisis“) hielt er in 70 Kapiteln unter anderem seine Erfahrungen in seinem Amt fest und beschrieb ein Idealbild eines königlichen Regionalbeamten, dessen charakterliche Qualitäten und fachliche Ausbildung. Mehr als nur eine bloße Sammlung von Gewohnheitsrechten ist dieses Werk ein echtes Rechtslehrbuch. Darin tritt Beaumanoir zwar als ein Verfechter des dem sozialen Frieden sichernden nordfranzösischen Gewohnheitsrechts auf, lässt aber auch ganz seiner Zeit starke Einflüsse des römischen Rechts, besonders im Vertrags- und Prozessrecht, zu.
Die Coutumes du Beauvaisis zählen zu den bekanntesten und wichtigsten der im 13. Jahrhundert niedergeschriebenen Rechtssammlungen Frankreichs. Auf der Grundlage des „gemeinen Nutzens“ verschmolz es bald mit den Coutumes de Paris zu einem der ersten überregionalen Rechtswerke für Frankreich.
Es wurde erstmals 1690 von La Chaumassière veröffentlicht und diente Montesquieu, der Beaumanoir als ein „Licht seiner Zeit“ würdigte, mehrfach als Referenz.